# Idotea metallica
Idotea metallica är en kräftdjursart som beskrevs av Bosc 1802. Idotea metallica ingår i släktet Idotea och familjen tånglöss. Inga underarter finns listade i Catalogue of Life.